# عشب الحبل الصغير
عشب الحبل الصغير (الاسم العلمي:Spartina maritima) (بالإنجليزية: Small Cordgrass)‏ هو نوع من النباتات يتبع جنس عشب الحبل من الفصيلة النجيلية.